# Campeonato Europeu de Futsal de 2018
O Campeonato Europeu de Futsal de 2018, ou simplesmente Euro de Futsal 2018, foi a 11.ª edição do Campeonato Europeu de Futsal, o campeonato internacional de futsal organizado pela UEFA para as seleções nacionais da Europa. Foi disputado pela primeira vez na Eslovénia, na sequência de uma decisão do Comitê Executivo da UEFA, em 26 de janeiro de 2015. A Eslovénia foi escolhida em preferência das candidaturas da Macedônia e da Romênia. Na sua segunda presença na final, Portugal venceu a Espanha por 3-2 no prolongamento, conquistando o seu primeiro título de campeão europeu de futsal da UEFA.
Foi o último Campeonato Europeu de Futsal a ser realizado a cada dois anos com 12 equipas, com o próximo torneio a ser realizado quatro anos depois, com 16 equipas.

## Qualificação
Um total de 48 seleções da UEFA participaram nesta competição (incluindo a Alemanha e o Kosovo, que inscreveram uma equipa pela primeira vez), e com os anfitriões Eslovénia qualificados automaticamente, as outras 47 equipas competiram nas eliminatórias para determinar as restantes 11 vagas na fase final do torneio. A competição, que se realizou de janeiro a setembro de 2017, consistiu de três fases:
- Fase preliminar: As 26 equipas piores classificadas no ranking foram sorteados em sete grupos – cinco grupos de quatro equipas e dois grupos de três equipas. Cada grupo foi jogado numa única volta num dos pré-selecionados anfitriões. Os sete vencedores de cada grupo avançaram para a fase principal.
- Fase principal: As 28 equipas (21 mais altas do ranking de equipas e sete qualificadas da fase preliminar) foram sorteadas em seis grupos de quatro equipas. Cada grupo foi jogado numa única volta num dos pré-selecionados anfitriões. Os sete vencedores dos grupos qualificaram-se directamente para a final do torneio, enquanto o sete segundos classificados e o melhor terceiro classificado avançaram para os play-offs.
- Play-offs: As oito equipas foram sorteadas em quatro play-offs a duas voltas, em casa e fora, para determinar as últimos quatro equipas que se qualificam.

### Equipas qualificadas
As seguintes 12 equipas qualificaram-se para a final do torneio.
| Seleção     | Método de qualificação | Participação | Última participação | Melhor classificação anterior                      |
| ----------- | ---------------------- | ------------ | ------------------- | -------------------------------------------------- |
| Eslovênia   | Anfitrião              | 6ª           | 2016                | Quartos-de-final (2014)                            |
| Itália      | Vencedores do Grupo 1  | 11ª          | 2016                | Campeão (2003, 2014)                               |
| Azerbaijão  | Vencedores do Grupo 2  | 5ª           | 2016                | Quarto lugar (2010)                                |
| Ucrânia     | Vencedores do Grupo 3  | 10ª          | 2016                | Segundo Lugar (2001, 2003)                         |
| Portugal    | Vencedores do Grupo 4  | 9ª           | 2016                | Segundo Lugar (2010)                               |
| Espanha     | Vencedores do Grupo 5  | 11ª          | 2016                | Campeão (1996, 2001, 2005, 2007, 2010, 2012, 2016) |
| Cazaquistão | Vencedores do Grupo 6  | 2ª           | 2016                | Terceiro Lugar (2016)                              |
| Rússia      | Vencedores do Grupo 7  | 11ª          | 2016                | Campeão (1999)                                     |
| França      | Vencedores do play-off | 1ª           | —                   | Estreia                                            |
| Polónia     | Vencedores do play-off | 2ª           | 2001                | Fase de grupos (2001)                              |
| Romênia     | Vencedores do play-off | 4ª           | 2014                | Quartos-de-final (2012, 2014)                      |
| Sérvia      | Vencedores do play-off | 6ª           | 2016                | Quarto Lugar (2016)                                |

### Sorteio final
O sorteio final foi realizado a 29 de setembro de 2017, 12:00 CEST (UTC+2), Castelo de Liubliana , em Ljubljana, Eslovénia. As 12 equipas foram sorteadas em quatro grupos de três equipas. À anfitriã Eslovénia foi atribuída a posição A1 no sorteio, e as demais equipas foram distribuídas de acordo com o seu coeficiente, exceto que a Espanha, detentora do título, foi automaticamente colocada no Pote 1.
Cada grupo continha uma equipa do Pote 1, uma equipa do Pote 2 e uma equipa do Pote 3. Por motivos políticos, a Rússia e a Ucrânia não poderiam ser sorteadas no mesmo grupo ou em grupos programado para ser jogado no mesmo dia (devido a um potencial conflito de equipas e confronto de fãs). Portanto, se a Rússia ficasse no Grupo B, a Ucrânia teria que ser sorteada no Grupo C ou D e, se a Rússia ficasse no Grupo C ou D, a Ucrânia teria que ser sorteada no Grupo A ou B.
| Equipa                         | Coeff  | Rank |
| ------------------------------ | ------ | ---- |
| Eslovênia (Anfitrião)          | 6.389  | 7    |
| Espanha (detentores do título) | 10.017 | 2    |
| Rússia                         | 10.605 | 1    |
| Portugal                       | 9.250  | 3    |

| Equipa      | Coeff | Rank |
| ----------- | ----- | ---- |
| Itália      | 8.889 | 4    |
| Ucrânia     | 7.944 | 5    |
| Azerbaijão  | 7.544 | 6    |
| Cazaquistão | 6.333 | 8    |

| Equipa  | Coeff | Rank |
| ------- | ----- | ---- |
| Sérvia  | 5.556 | 9    |
| Romênia | 4.278 | 12   |
| Polónia | 2.056 | 19   |
| França  | 1.278 | 23   |

## Estádio
Todos os jogos foram disputados na Arena Stožice em Ljubljana.
| Local      | Arena Stožice |
| Capacidade | 12,480        |

## Árbitros
Um total de 16 árbitros foram nomeados para a fase final do torneio.

## Plantéis
Cada equipa nacional tem que submeter um plantel de 14 jogadores, dois dos quais devem ser os guarda-redes. Se um jogador estiver lesionado ou doente gravemente o suficiente para impedir a sua participação no torneio até ao primeiro jogo da sua seleção, ele pode ser substituído por outro jogador.

## Fase de grupos
O calendário da fase final do torneio foi confirmado em 16 de outubro de 2017.
Os vencedores de cada grupo e os segundos classificados avançam para os quartos de final.

Critérios de desempate
As equipas são classificadas de acordo com os pontos (3 pontos por vitória, 1 ponto por empate, e 0 pontos por uma derrota), e se empatados em pontos, os seguintes critérios são aplicados, na ordem apresentada, para determinar as classificações (Regulamentos Artigos 19.01 e 19.02):
1. Pontos nos jogos entre as equipas empatadas;
2. Diferença de golos nos jogos entre as equipas empatadas;
3. Golos marcados nos jogos entre as equipas empatadas;
4. Se mais de duas equipas estão empatadas, e após a aplicação de todas os critérios acima, um subconjunto de equipas ainda estão empatados, todos os critérios acima são reaplicados exclusivamente para este subconjunto de equipas;
5. Diferença de golos em todas as partidas do grupo;
6. Gols marcados em todas as partidas do grupo;
7. Disputa por penaltis se apenas duas equipas têm o mesmo número de pontos, e elas se encontram na última rodada do grupo (não utilizar se mais de dois times têm o mesmo número de pontos, ou se as suas classificações não são relevantes para a qualificação para a próxima fase);
8. Pontos disciplinares (cartão vermelho = 3 pontos, cartão amarelo = 1 ponto, a expulsão de dois cartões amarelos em uma partida = 3 pontos);
9. Sorteio das vagas.

Todos os horários são locais (CET (UTC+1)).

### Grupo A
| Pos | Equipe        | Pts | J | V | E | D | GP | GC | SG | Classificado    |
| --- | ------------- | --- | - | - | - | - | -- | -- | -- | --------------- |
| 1   | Eslovênia (H) | 4   | 2 | 1 | 1 | 0 | 4  | 3  | +1 | Fase a eliminar |
| 2   | Sérvia        | 2   | 2 | 0 | 2 | 0 | 3  | 3  | 0  | Fase a eliminar |
| 3   | Itália        | 1   | 2 | 0 | 1 | 1 | 2  | 3  | −1 |                 |

| 30 janeiro 2018 | Eslovênia                      | 2–2       | Sérvia                        | Arena Stožice, Ljubljana                                               |  |
| 18:00           | - Fetić 3'42" - Vrhovec 14'20" | Relatório | - Ramić 17'03" - Tomić 39'32" | Árbitro: Bogdan Sorescu (Roménia), Eduardo Fernandes Coelho (Portugal) |  |

| 1 fevereiro 2018 | Sérvia         | 1–1       | Itália           | Arena Stožice, Ljubljana                                  |  |
| 20:45            | - Tomić 29'24" | Relatório | - De Luca 31'42" | Árbitro: Marc Birkett (Inglaterra), Kamil Çetin (Turquia) |  |

| 3 fevereiro 2018 | Itália          | 1–2       | Eslovênia                 | Arena Stožice, Ljubljana                                                           |  |
| 20:45            | - Honorio 3'17" | Relatório | - Osredkar 30'27", 38'55" | Árbitro: Juan José Cordero Gallardo (Espanha), Alejandro Martínez Flores (Espanha) |  |

### Grupo B
| Pos | Equipe      | Pts | J | V | E | D | GP | GC | SG | Classificado    |
| --- | ----------- | --- | - | - | - | - | -- | -- | -- | --------------- |
| 1   | Cazaquistão | 4   | 2 | 1 | 1 | 0 | 6  | 2  | +4 | Fase a eliminar |
| 2   | Rússia      | 2   | 2 | 0 | 2 | 0 | 2  | 2  | 0  | Fase a eliminar |
| 3   | Polónia     | 1   | 2 | 0 | 1 | 1 | 2  | 6  | −4 |                 |

| 30 janeiro 2018 | Rússia             | 1–1       | Polónia        | Arena Stožice, Ljubljana                                    |  |
| 20:45           | - Chishkala 35'10" | Relatório | - Kubik 39'51" | Árbitro: Timo Onatsu (Finlândia), Cédric Pelissier (França) |  |

| 1 fevereiro 2018 | Polónia          | 1–5       | Cazaquistão                                                                                      | Arena Stožice, Ljubljana                                                           |  |
| 18:00            | - Solecki 27'56" | Relatório | - Taynan 2'54" - Orazov 8'56" - Zhamankulov 19'01" - Pershin 19'32" (2pen.) - Douglas Jr. 36'41" | Árbitro: Alejandro Martínez Flores (Espanha), Juan José Cordero Gallardo (Espanha) |  |

| 3 fevereiro 2018 | Cazaquistão          | 1–1       | Rússia            | Arena Stožice, Ljubljana                                 |  |
| 18:00            | - Douglas Jr. 23'25" | Relatório | - Eder Lima 1'45" | Árbitro: Gábor Kovács (Hungria), Balázs Farkas (Hungria) |  |

### Grupo C
| Pos | Equipe   | Pts | J | V | E | D | GP | GC | SG | Classificado    |
| --- | -------- | --- | - | - | - | - | -- | -- | -- | --------------- |
| 1   | Portugal | 6   | 2 | 2 | 0 | 0 | 9  | 4  | +5 | Fase a eliminar |
| 2   | Ucrânia  | 3   | 2 | 1 | 0 | 1 | 6  | 7  | −1 | Fase a eliminar |
| 3   | Romênia  | 0   | 2 | 0 | 0 | 2 | 3  | 7  | −4 |                 |

| 31 janeiro 2018 | Portugal                                                                            | 4–1       | Romênia         | Arena Stožice, Ljubljana                                 |  |
| 18:00           | - Pedro Cary 3'48" - Fábio Cecílio 18'46" - Ricardinho 35'29" - Bruno Coelho 37'00" | Relatório | - Stoica 33'21" | Árbitro: Saša Tomić (Croácia), Ondřej Černý (Rep. Checa) |  |

| 2 fevereiro 2018 | Romênia                                | 2–3       | Ucrânia                                                | Arena Stožice, Ljubljana                                      |  |
| 20:45            | - Savio Valadares 4'57" - Ignat 10'33" | Relatório | - Korolyshyn 19'27" - Pediash 27'50" - Shoturma 39'41" | Árbitro: Admir Zahovič (Eslovénia), Vladimir Kadykov (Rússia) |  |

| 4 fevereiro 2018 | Ucrânia                                                  | 3–5       | Portugal                                                                                                 | Arena Stožice, Ljubljana                                    |  |
| 18:00            | - Razuvanov 28'00" - Korolyshyn 31'59" - Shoturma 39'44" | Relatório | - Bruno Coelho 2'18" - Tiago Brito 12'22" - Pedro Cary 33'13" - Nílson Miguel 35'30" - Ricardinho 36'16" | Árbitro: Cédric Pelissier (França), Timo Onatsu (Finlândia) |  |

### Grupo D
| Pos | Equipe     | Pts | J | V | E | D | GP | GC | SG | Classificado    |
| --- | ---------- | --- | - | - | - | - | -- | -- | -- | --------------- |
| 1   | Espanha    | 4   | 2 | 1 | 1 | 0 | 5  | 4  | +1 | Fase a eliminar |
| 2   | Azerbaijão | 3   | 2 | 1 | 0 | 1 | 5  | 4  | +1 | Fase a eliminar |
| 3   | França     | 1   | 2 | 0 | 1 | 1 | 7  | 9  | −2 |                 |

| 31 janeiro 2018 | Espanha                                                              | 4–4       | França                                                                   | Arena Stožice, Ljubljana                                 |  |
| 20:45           | - Adolfo 10'37" - Aigoun 19'30" (o.g.) - Solano 26'48" - Bebe 37'42" | Relatório | - Mohammed 8'37" - Alla 16'20" - Mouhoudine 20'13" - Ortiz 26'13" (o.g.) | Árbitro: Balázs Farkas (Hungria), Gábor Kovács (Hungria) |  |

| 2 fevereiro 2018 | França                                               | 3–5       | Azerbaijão                                                                | Arena Stožice, Ljubljana                                     |  |
| 18:00            | - N'Gala 6'59" - Mohammed 20'05" - Mouhoudine 39'33" | Relatório | - Bolinha 2'26", 22'02", 23'30" - Everton Cardoso 28'56" - Eduardo 37'09" | Árbitro: Angelo Galante (Itália), Alessandro Malfer (Itália) |  |

| 4 fevereiro 2018 | Azerbaijão | 0–1       | Espanha       | Arena Stožice, Ljubljana                                      |  |
| 20:45            |            | Relatório | - Pola 13'21" | Árbitro: Vladimir Kadykov (Rússia), Admir Zahovič (Eslovénia) |  |

## Fase a eliminar
Se um jogo estiver empatado após os 40 minutos de jogo regular, um tempo extra que consiste em duas partes de cinco minutos será jogado. Se ambas as equipas ainda estiverem empatadas após o tempo extra, uma disputa por penaltis será usada para determinar o vencedor. Na disputa do terceiro lugar, o tempo extra será ignorado e a decisão irá diretamente para pontapés da marca de grande penalidade (Regulamentos Artigos 20.02 e 20.03).

### Esquema
|  | Quartas-de-final        | Quartas-de-final        |                          |       | Semifinal      | Semifinal      |  |  | Final | Final |
|  |                         |                         |                          |       |                |                |  |  |       |       |
|  | 5 fevereiro – Ljubljana |                         |                          |       |                |                |  |  |       |       |
|  |                         |                         |                          |       |                |                |  |  |       |       |
|  | Eslovênia               | 0                       |                          |       |                |                |  |  |       |       |
|  | Eslovênia               | 0                       | 8 fevereiro – Ljubljana  |       |                |                |  |  |       |       |
|  | Rússia                  | 2                       |                          |       |                |                |  |  |       |       |
|  | Rússia                  | 2                       | Rússia                   | 2     |                |                |  |  |       |       |
|  | 6 fevereiro – Ljubljana |                         | Rússia                   | 2     |                |                |  |  |       |       |
|  |                         | Portugal                | 3                        |       |                |                |  |  |       |       |
|  | Portugal                | Portugal                | 3                        | 8     |                |                |  |  |       |       |
|  | Portugal                |                         | 10 fevereiro – Ljubljana | 8     |                |                |  |  |       |       |
|  | Azerbaijão              | 1                       |                          |       |                |                |  |  |       |       |
|  | Azerbaijão              | 1                       | Portugal (pro.)          | 3     |                |                |  |  |       |       |
|  | 5 fevereiro – Ljubljana |                         | Portugal (pro.)          | 3     |                |                |  |  |       |       |
|  |                         | Espanha                 | 2                        |       |                |                |  |  |       |       |
|  | Sérvia                  | Espanha                 | 2                        | 1     |                |                |  |  |       |       |
|  | Sérvia                  | 8 fevereiro – Ljubljana |                          | 1     |                |                |  |  |       |       |
|  | Cazaquistão             | 3                       |                          |       |                |                |  |  |       |       |
|  | Cazaquistão             | 3                       | Cazaquistão              | 5 (2) |                |                |  |  |       |       |
|  | 6 fevereiro – Ljubljana |                         | Cazaquistão              | 5 (2) |                |                |  |  |       |       |
|  |                         | Espanha (pen.)          | 5 (3)                    |       | Terceiro lugar | Terceiro lugar |  |  |       |       |
|  | Ucrânia                 | Espanha (pen.)          | 5 (3)                    | 0     | Terceiro lugar | Terceiro lugar |  |  |       |       |
|  | Ucrânia                 |                         | 10 fevereiro – Ljubljana | 0     |                |                |  |  |       |       |
|  | Espanha                 | 1                       |                          |       |                |                |  |  |       |       |
|  | Espanha                 | 1                       | Rússia                   | 1     |                |                |  |  |       |       |
|  |                         |                         |                          |       |                |                |  |  |       |       |
|  | Cazaquistão             | 0                       |                          |       |                |                |  |  |       |       |
|  | Cazaquistão             | 0                       |                          |       |                |                |  |  |       |       |

### Quartos de final
| 5 fevereiro 2018 | Sérvia            | 1–3       | Cazaquistão                                              | Arena Stožice, Ljubljana                                  |  |
| 18:00            | - Rajčević 35'24" | Relatório | - Zhamankulov 6'07" - Taynan 22'17" - Douglas Jr. 39'37" | Árbitro: Kamil Çetin (Turquia), Marc Birkett (Inglaterra) |  |

| 5 fevereiro 2018 | Eslovênia | 0–2       | Rússia                              | Arena Stožice, Ljubljana                                               |  |
| 21:00            |           | Relatório | - Eder Lima 26'12" - Robinho 39'36" | Árbitro: Eduardo Fernandes Coelho (Portugal), Bogdan Sorescu (Roménia) |  |

| 6 fevereiro 2018 | Portugal | 8–1       | Azerbaijão              | Arena Stožice, Ljubljana                                 |  |
| 18:00            | - Pedro Cary 2'05", 5'43" - Pany Varela 9'40" - Ricardinho 10'31", 19'32", 25'31", 31'15" - Bruno Coelho 24'09" | Relatório | - Everton Cardoso 0'54" | Árbitro: Ondřej Černý (Rep. Checa), Saša Tomić (Croácia) |  |

| 6 fevereiro 2018 | Ucrânia | 0–1       | Espanha       | Arena Stožice, Ljubljana                                     |  |
| 21:00            |         | Relatório | - Pola 17'02" | Árbitro: Alessandro Malfer (Itália), Angelo Galante (Itália) |  |

### Semifinais
| 8 fevereiro 2018 | Rússia                    | 2–3       | Portugal                                            | Arena Stožice, Ljubljana                                 |  |
| 18:00            | - Eder Lima 3'12", 39'11" | Relatório | - André Coelho 30'03", 35'44" - Bruno Coelho 39'04" | Árbitro: Gábor Kovács (Hungria), Balázs Farkas (Hungria) |  |

| 8 fevereiro 2018   | Cazaquistão                                                                             | 5–5 (pro.) (1–3 pen.)    | Espanha                                                                                      | Arena Stožice, Ljubljana                                      |  |
| 21:00              | - Taynan 7'04" - Higuita 24'14" - Taku 24'59" - Douglas Jr. 38'41" - Zhamankulov 47'33" | Relatório                | - Yesenamanov 15'34" (o.g.) - Tolrà 18'42" - Joselito 28'08" - Pola 33'01" - Miguelín 42'27" | Árbitro: Bogdan Sorescu (Roménia), Alessandro Malfer (Itália) |  |
|                    |                                                                                         | Penalidades              |                                                                                              |                                                               |  |
| - Taynan - Pershin |                                                                                         | - Miguelín - Ortiz - Lin |                                                                                              |                                                               |  |

### Terceiro/quarto lugar
| 10 fevereiro 2018 | Rússia             | 1–0       | Cazaquistão | Arena Stožice, Ljubljana                                                           |  |
| 18:00             | - Éder Lima 28'51" | Relatório |             | Árbitro: Juan José Cordero Gallardo (Espanha), Alejandro Martínez Flores (Espanha) |  |

### Final
| 10 fevereiro 2018 | Portugal                                          | 3–2 (pro.) | Espanha                     | Arena Stožice, Ljubljana                                 |  |
| 20:45             | - Ricardinho 00'59" - Bruno Coelho 38'18", 49'05" | Relatório  | - Tolrà 18'54" - Lin 31'36" | Árbitro: Ondřej Černý (Rep. Checa), Saša Tomić (Croácia) |  |